# خلافة إليزابيث الأولى

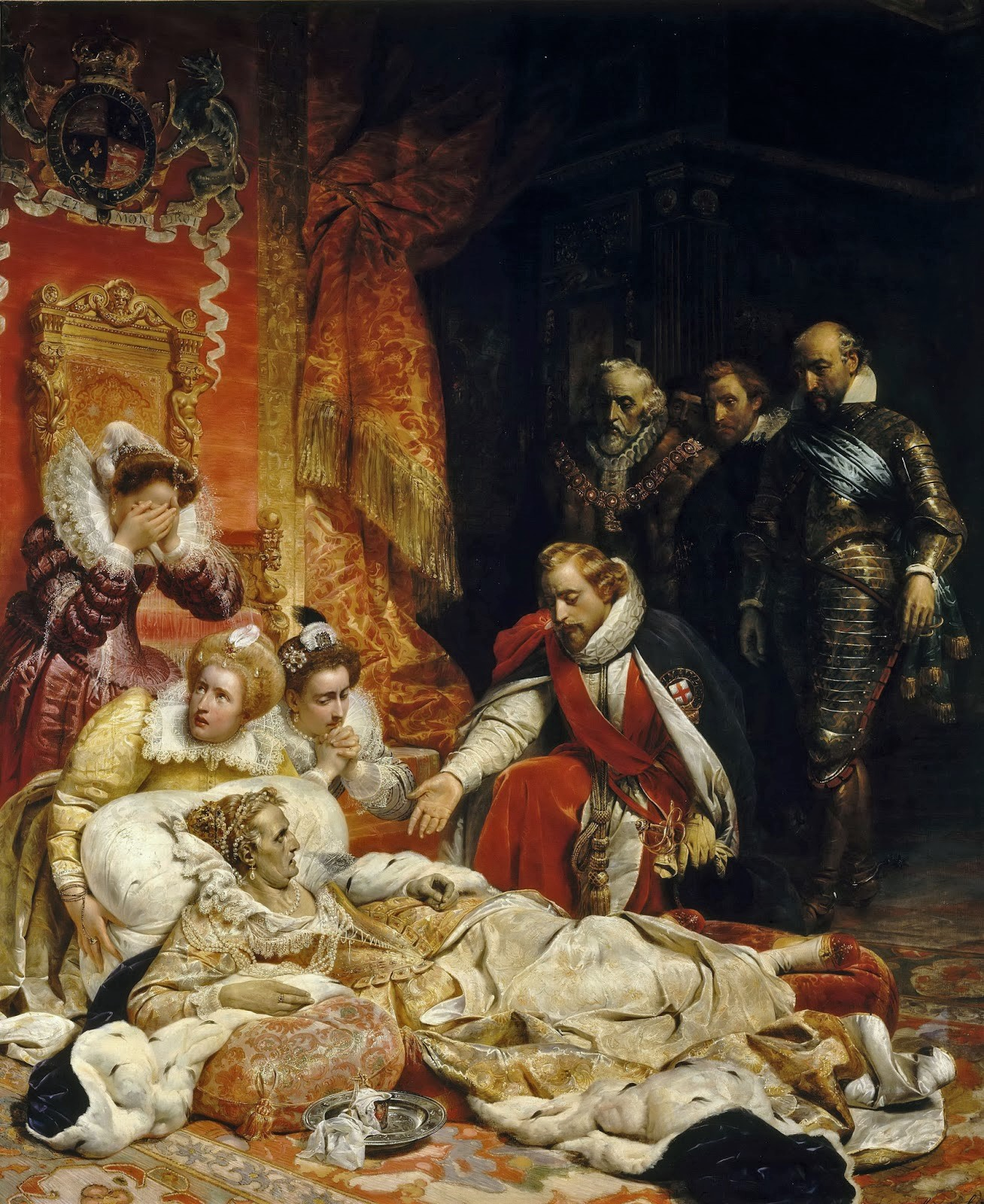
لوحة نقل التاج من إليزابيث الأولى إلى جيمس الأول (1828)

أصبحت خلافة إليزابيث الأولى التي لم تنجب أطفالًا موضع استفسار منذ توليها الحكم في عام 1558 حتى وفاتها في عام 1603، عندما انتقل التاج إلى جيمس السادس ملك اسكتلندا. في حين أن تولي جيمس الحكم سار بسلاسة، كانت الخلافة موضوع نقاش كبير لعقود. فضلًا عن ذلك، وفقًا لبعض الآراء العلمية، كانت عاملًا سياسيًا رئيسيًا في فترة الحكم بأكملها. برز العديد من الحوادث المنفصلة خلال تلك الفترة: «مؤامرة نورفولك» و«أزمة الاستبعاد الإليزابيثي» لباتريك كولينسون و«المراسلات السرية».
بقيت مواضيع النقاش تلك غامضة بسبب عدم وجود ما يثبت صحتها.
رفضت إليزابيث الأولى تأسيس ترتيب الخلافة بأي شكل من الأشكال، ويُرجح ذلك بسبب خوفها على حياتها بمجرد تسمية خليفة لها. اهتمت كذلك بتشكيل علاقة مثمرة بين إنجلترا واسكتلندا، التي كانت معاقلها الكاثوليكية والمشيخية تقاوم القيادة النسائية. رُفضت النساء الكاثوليكيات اللواتي خضعن للبابا وليس للقانون الدستوري الإنجليزي.
حددت وصية هنري الثامن خط الخلافة الذي ضم ذكرًا وسبع إناث على قيد الحياة عند وفاته في عام 1547: (1) ابنه إدوارد السادس، و (2) ماري الأولى، و (3) إليزابيث الأولى، و (4) جين غراي، و (5) كاثرين غراي، و (6) ماري غراي، و (7) مارغريت كليفورد. عاشت إليزابيث أكثر منهم جميعًا.
شغلت العديد من السلطات المنصب القانوني للإشراف على بعض المسائل مثل النظام الأساسي المعروف بأولئك الذين ولدوا بعد قانون البحر لإدوارد الثالث، ووصية هنري الثامن. أثار طلبهم آراء مختلفة. خلال الحرب الأنجلو إسبانية، أصبحت الأمور السياسية والدينية والعسكرية هي السائدة في عهد إليزابيث.

## النسب المعرفي لهنري السابع
كان الانحدار من نسب ابنتي هنري السابع اللتين بلغتا سن الرشد، مارغريت وماري، القضية الأولى الأبرز في الخلافة.

### مطالبة لينوكس
توفيت ماري الأولى ملكة إنجلترا دون أن تتمكن من ترشيح خليفتها المفضل ورشح البرلمان قريبتها من الدرجة الأولى، مارغريت دوغلاس، كونتيسة لينوكس. مارغريت دوغلاس هي ابنة مارغريت تيودور، عاشت حتى عام 1578، ولكنها أصبحت شخصية هامشية في مناقشات خلافة إليزابيث الأولى، التي لم توضح في أي وقت القضايا السلالية لخط تيودور. عندما تزوج ابن مارغريت ودوغلاس الأكبر، هنري ستيوارت، لورد دارنلي، في عام 1565، اعتُبرت «مطالبة لينوكس» بالخلافة عمومًا مدمجة مع «مطالبة ستيوارت».

### المطالبون من أسرة ستيوارت
جيمس السادس هو ابن اثنين من أحفاد مارغريت تيودور. أربيلا ستيوارت، أشد منافس آخر على الخلافة بحلول أواخر القرن السادس عشر، هي ابنة مارغريت دوغلاس وتشارلز ستيوارت، إيرل لينوكس الأول، وابن كونتيسة لينوكس الأصغر.
اعتُبرت والدة جيمس السادس، ماري، ملكة اسكتلندا، خليفة معقولة للعرش الإنجليزي. في بداية عهد إليزابيث، أرسلت سفراء إلى إنجلترا عندما جرى استدعاء البرلمان، متوقعة أن يكون للبرلمان دور في تسوية الخلافة لصالحها. ماري كاثوليكية رومانية، وكان قربها من الخلافة عاملًا في التخطيط، ما جعل منصبها مشكلة سياسية للحكومة الإنجليزية، وجرى حلها في النهاية بالوسائل القضائية. أُعدمت في عام 1587. في ذلك العام، بلغ ابن ماري جيمس سن الواحد والعشرين، بينما كانت أربيا تبلغ الثانية عشرة فقط.

### المطالبون من سوفولك
في حين أن خط خلافة أسرة ستيوارت لجيمس وأربيلا كان سيحظى بدعم سياسي، أصبح أحفاد ماري تيودور ذوي صلة بالخلافة من الناحية النظرية بحلول عام 1600، ولم يكن بالإمكان استبعادهم على أسس قانونية. أنجبت فرانسيس غراي، دوقة سوفولك، وإليانور كليفورد، كونتيسة كمبرلاند، أطفالًا كانوا في خط الخلافة. فرانسيس وإليانور هما ابنتا ماري تيودور من زوجها الثاني تشارلز براندون، دوق سوفولك الأول. تزوجت فرانسيس من هنري غراي، دوق سوفولك الأول، وأنجبا ثلاث بنات، ليدي جين غراي (1537-1554) وليدي كاثرين غراي (1540-1568) وليدي ماري غراي (1545-1578). من بين هؤلاء، عاشت الأصغر سنًا في عهد الملكة إليزابيث.
أُبطل زواج كاثرين الأول من الشاب هنري هربرت، إيرل بيمبروك الثاني، لأسباب سياسية، ولم يكن هناك أطفال. تزوجت من إدوارد سيمور، إيرل هيرتفورد الأول سرًا في عام 1560. سُجن الزوجان بشكل منفصل في برج لندن بعد أن حملت كاثرين. نتج عن هذا الزواج ابنين، ولكن الكنيسة قررت اعتبار كليهما أطفالًا غير شرعيين. بعد وفاة كاثرين في عام 1568، أطلق سراح سيمور. ابنه الأكبر إدوارد سيمور، فيكونت بوشامب، والأصغر توماس. كان توماس أكثر إصرارًا على «مطالبة بوشامب بالخلافة»، معتمدًا على دفاع ضد حكم عدم الشرعية المتاح له، ولكن ليس لأخيه الأكبر. توفي عام 1600. أظهرت الشائعات بعد وفاة إليزابيث أن مطالبة بوشامب لم تُنسى.
تزوجت السيدة ماري غراي، دون إذن ملكي، بتوماس كيز، ولم يكن لها أبناء. لم تمتلك أي اهتمام بالمطالبات الملكية.
غالبًا ما ورد ذكر عائلة إليانور كليفورد فيما يتعلق بالخلافة. أنجبت ابنة مارغريت ستانلي، كونتيسة ديربيليف ولدين، فرديناندو ستانلي، إيرل ديربي الخامس وويليام ستانلي، إيرل ديربي السادس. في الفترة التي ربما اعتبرت فيها مارغريت ستانلي مرشحة للخلافة، كان اسمها «مارغريت سترينغ»، بناءً على لقب زوجها اللورد سترينغ. فقدت الدعم الكاثوليكي بعد مطالبات ستيوارت. قبل وفاته في عام 1593 مباشرة، روج السير ويليام ستانلي وويليام ألين لمطالبة زوجها هنري ستانلي، إيرل ديربي الرابع.
أدى ترتيب فرديناندو في الخلافة إلى الاقتراب منه في مؤامرة هيسكيث للاستيلاء على السلطة، في سبتمبر 1593. كان لابنته آن ستانلي، كونتيسة كاسلهافن، دور في المناقشات القانونية والافتراضية للخلافة.

## المطالبون من أسرة يورك
كان هناك بعض الاهتمام المبكر خلال عهد الملكة إليزابيث في مطالب أسرة يورك. كان هنري هاستينغز، إيرل هنتنغدون الثالث، وحده من تمكن من تقديم مطالبة فقط بناءً على فكرة أن هنري السابع كان مغتصبًا، بدلًا من الملك الشرعي، ولكنه حظي بالقليل من المؤيدين ليتقدم على خط خلافة تيودور وستيوارت وسوفولك. مارغريت بول، كونتيسة سالزبوري، هي جدته الكبرى (من جانب والدته)، وجدها لأبيها هو ريتشارد، دوق يورك. اعتبر الدبلوماسي الإسباني ألفارو دي لا كوادرا، الذي أعاد وضع المؤامرات المبكرة حول الخلافة، أن روبرت دادلي، صهر هاستينغز، دفع الملكة في مارس 1560 لجعل هاستينغز خليفتها، ضد رغباته. كانت هناك أيضًا بعض المطالبات من علاقاته التي تربطه بعائلة بول.

## مطالبة أسرة لانكاستريا من خلال جون غونت
جرى إحياء القضية السياسية الرئيسية في عهد ريتشارد الثاني ملك إنجلترا، وهي أن عمه، جون غونت، سيطالب بالعرش، أي أنه سيقلب مبدأ البكورة، في سياق الخلافة الإليزابيثية، بعد سبعة أجيال. تزوجت ابنة غونت الكبرى ببيت أفيز البرتغالي، وحفيدته إيزابيلا كلارا يوجينيا، إنفانتا اسبانيا. طُرحت شرعية ادعاء إيزابيلا بجدية على الجانب الكاثوليكي من النقاش. كان السبب الرئيسي الذي أدى إلى تمرد إسيكس هو أن مطالبة إنفانتا حظيت باهتمام إليزابيث ومستشاريها.

## قانون الخلافة لعام 1543
كان قانون خلافة التاج لعام 1543 ثالث قانون من هذا القبيل يصدر في عهد هنري الثامن. أيد القانون أحكام وصية هنري الأخيرة (مهما كانت) في تعيين ترتيب الخلافة، بعد وفاة إليزابيث. نتيجة لذلك، حظيت مطالبات الخلافة للسيدة كاثرين غراي، البروتستانتية والمولودة في إنجلترا، بدعم البرلمان ضد ماري، ملكة اسكتلندا. علاوة على ذلك، أصبحت مطالبات أسرة ستيوارت باطلة مقارنة بمطالبات سوفولك، على الرغم من أن جيمس السادس انحدر من نسب الابنة الكبرى لهنري السابع.
كان من شأن تنحية الوصية أن يهدد مطالب جيمس السادس، من خلال فتح جبهة قانونية جديدة. فضّل القانون بالفعل أحفاد ماري، بدلًا من مارغريت. غير أن مسألة الخلافة لا يمكن تناولها، في حالة غيابها، باعتبارها مسألة تندرج في إطار القانون الأساسي. إذا تُرك الأمر للقانون العام، فإن مسألة الكيفية التي يمكن أن يرث بها جيمس، وهو أجنبي، قد تؤدي إلى إثارة مشاكل أكثر خطورة.
لم يكن هناك قانون برلماني مماثل في عهد إليزابيث. لم تسمح إليزابيث، التي نصبها والدها، بإجراء نقاش برلماني حول موضوع الخلافة، وسعت إلى إغلاق أي مناقشة طوال فترة حكمها. طعن بول وينتورث صراحة في موقفها بشأن هذه المسألة في الأسئلة التي طُرحت على مجلس العموم في عام 1566.
في عام 1563، صاغ ويليام سيسيل مشروع قانون يمنح مجلس الملكة الخاص سلطات واسعة إذا ماتت الملكة دون وريث، طالب البرلمان الملكة تسمية خليفتها، وأقر مشروع القانون في عام 1572، ولكن الملكة رفضت الموافقة عليه. حاول بيتر وينتورث طرح السؤال مرة أخرى، ولكن النقاش أُغلق بعنف.